# روجر دين (أستاذ جامعي)
روجر دين (بالإنجليزية: Roger Dean)‏ هو كاتب غير روائي وعالم كيمياء حيوية وعالم نفس أسترالي وبريطاني، ولد في 6 سبتمبر 1948 في مانشستر في المملكة المتحدة.

## وصلات خارجية
- روجر دين على موقع ميوزك برينز (الإنجليزية)
- روجر دين على موقع ديسكوغز (الإنجليزية)